# Macedoni Critòfag
Macedoni Critòfag (Macedonius Critophagus o Crithophagus Μακεδόνιος) fou un asceta grec, contemporani i amic de Teodoret que va viure al segle iv.
Fou asceta a les muntanyes properes a Antioquia durant uns 25 anys durant els quals no va usar ni tendes ni altres refugis fora de coves fins que quan va ser ja més gran es va construir un sopluig i més tard una petita casa, i així va viure altres 25 anys. Va morir amb uns 70 anys però la data no és coneguda. Fou conegut també com a Macedoni de Guba (pel seu lloc de residència proper a una font, guba en siríac). Critòfag vol dir "menjador de civada".
Fou ordenat sacerdot per Flavià d'Antioquia que va usar un engany per fer-lo sortir de les muntanyes i quan va saber que se l'havia ordenat, pensant que hauria de deixar la solitud, es va posar malalt, però finalment va marxar altre cop a les muntanyes. Va tornar a Antioquia per intercedir pels habitants de la ciutat després de la revolta del 387.